# نیکوس کوتزیاس
نیکوس کوتزیاس (Νικόλαος Κοτζιάς؛ زادهٔ ۲۱ دسامبر ۱۹۵۰) یک سیاست‌مدار اهل یونان و وزیر امور خارجه کنونی این کشور است.